# Moederkruid
Moederkruid (Tanacetum parthenium) is een geregeld verwilderd aan te treffen cultuurplant uit de composietenfamilie (compositae of Asteraceae). Ze heeft een karakteristieke sterke geur.

## Kenmerken
De plant, die een hoogte van 30 tot 60 cm kan bereiken, heeft veelvuldig vertakte stengels die dicht bebladerd zijn. Moederkruid heeft opvallend zachte ingesneden bladeren en bloemen die in groepjes in korfvorm groeien aan de stengeltop. De bloeitijd strekt zich uit van juni tot eind augustus. Ze overwintert met knoppen op of net iets onder de grond.

## Verspreiding
Moederkruid groeide oorspronkelijk op de Balkan, in de Kaukasus en Anatolië. De soort raakte als voor medicinale doeleinden gekweekte plant over een groot deel van de wereld verspreid. Door verwildering is de plant in ook in West-Europese flora ingeburgerd. Het moederkruid heeft hier een voorkeur voor ruderale plaatsen waar door dierlijke mest een hoog ammoniakgehalte in de bodem aanwezig is. In steden is dat bijvoorbeeld langs randen van stoepen. Ook in wegbermen, tuinen en andere stenige plaatsen kan de soort zich vestigen.

## Toepassing
De plant vond al in de oudheid heelkundige toepassingen. Ze werd gebruikt om weeën op te wekken en tegen kraamvrouwenkoorts. In kruidentuinen wordt ze nog gekweekt als koortswerend middel. Verder wordt de plant gebruikt als middel tegen migraine. Er zijn diverse onderzoeken gedaan naar de effectiviteit en het lijkt erop dat de frequentie afneemt met een halve aanval per maand vergeleken met een placebo. Er zijn geen bijwerkingen. De ernst van de migraine-aanvallen vermindert echter niet.  Onderzoek heeft in 2016 aangetoond dat de plant ook effectief is in de behandeling van Schistosomiasis, een ziekte die ontstaat door infectie met de Schistosoma worm. De Schistosoma is een worm die voorkomt in Azië, Afrika en Zuid-Amerika. Bilharzia is de oude naam voor deze worminfectie.